# Nahehöhenweg
Der Nahehöhenweg ist ein etwa 108 Kilometer langer Wanderweg, der von Neubrücke bei Birkenfeld bis nach Bingen am Rhein führt. Er folgt im oberen Teil teilweise dem Lauf der Nahe, in Bad Sobernheim verlässt er jedoch das Nahetal und führt bis Bingen oberhalb des westlichen Naheufers durch den südlichen Hunsrück und Soonwald. Der Weg wird vom Hunsrückverein betreut. Markiert ist der Nahehöhenweg mit einem N.
Bei Neubrücke ist der Nahehöhenweg verbunden mit dem Naheweg, der über weitere 75 km nach Saarbrücken führt.

## Verlauf
Der Nahehöhenweg verläuft von Neubrücke, südlich von Birkenfeld, zunächst auf den Höhen nördlich oberhalb der Nahe bis Kronweiler. Von dort führt er entlang des Ufers bis Idar-Oberstein. Er verläuft weiter am Naheufer und durchquert die Orte, Fischbach – Kirn-Sulzbach und Kirn, teilweise in der Nähe der Bundesstraße 41. Ab Kirn verlässt der Weg die Nahe und führt durch das Kellenbachtal auf die Höhen nördlich der Nahe, später durch Weinberge nach Bad Sobernheim. Hier wir das Nahetal abermals verlassen und der Weg verläuft durch die südlichen Ausläufer des Hunsrück und den Soonwald. Auf diesem Teilstück werden die Orte Burgsponheim, Braunweiler, Dalberg und schließlich Spabrücken erreicht. Das letzte Stück nach Bingen führt durch den Binger Wald und berührt die Orte Stromberg, Warmsroth, die Sehenswürdigkeit Steckeschläfer-Klamm hinunter nach Bingen.